# The Ugly Truth

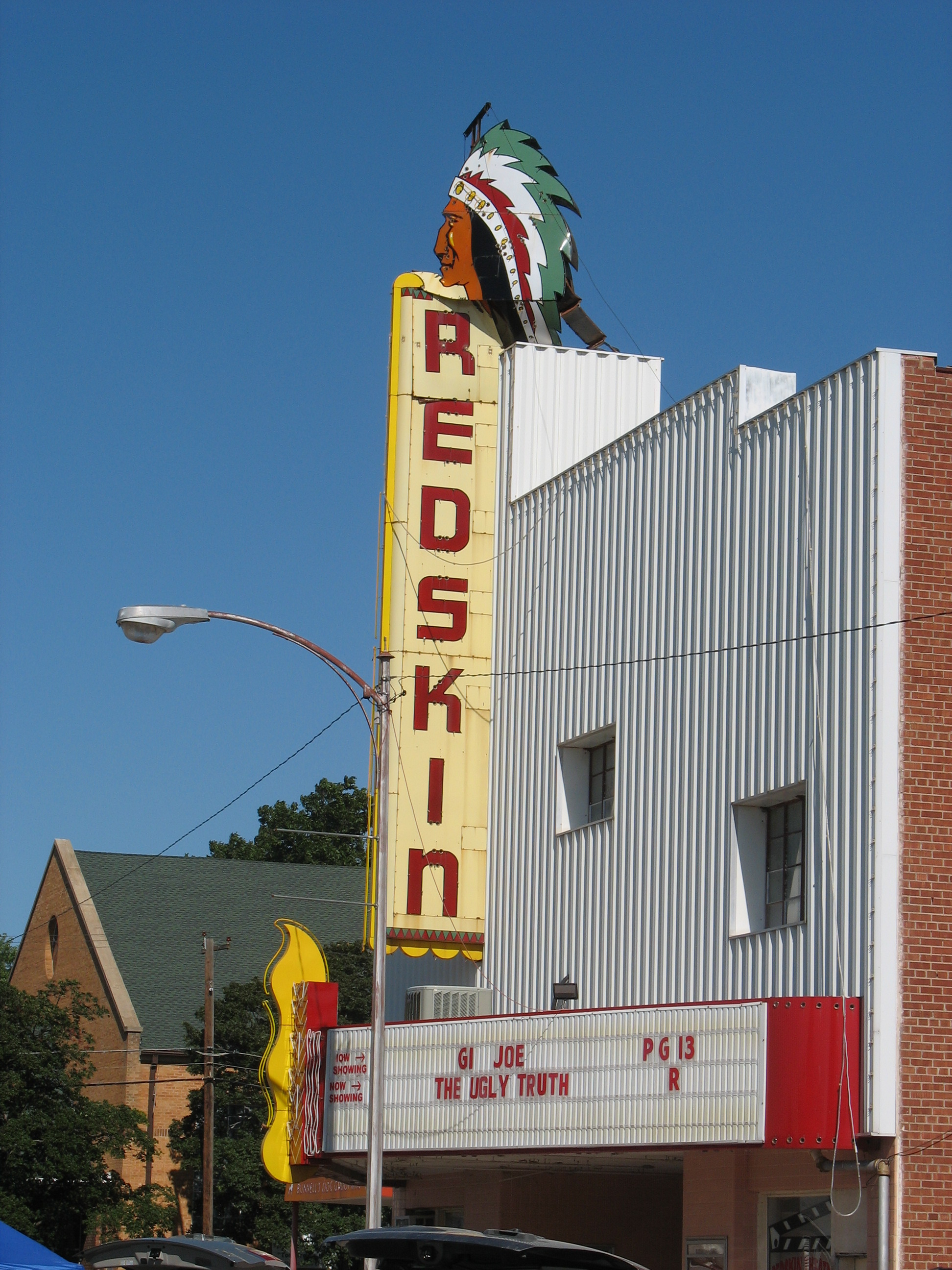
Redskintheater in Anadarko met aankondiging van The Ugly Truth

The Ugly Truth is een romantische komedie uit 2009 met Katherine Heigl en Gerard Butler. De film is op 24 juli 2009 uitgebracht in Noord-Amerika. De Nederlandse uitgifte was op 1 oktober.

## Verhaal
Een producente van een ochtendprogramma (Katherine Heigl) gaat akkoord met een reeks stuitende tests door haar chauvinistische correspondent (Gerard Butler) om zijn theorieën over relaties te bewijzen en laat haar liefde vinden. Maar zijn slimme trucs leiden tot een volkomen onverwacht resultaat, zij vindt liefde terwijl hij verliefd op haar wordt.

## Rolverdeling
| Acteur          | Personage    |
| --------------- | ------------ |
| Katherine Heigl | Abby Richter |
| Gerard Butler   | Mike Chadway |
| Cheryl Hines    | Georgia      |
| Bree Turner     | Joy          |
| Eric Winter     | Colin        |
| Kevin Connolly  | Jim          |

## Filmlocaties
De film is grotendeels opgenomen in Californië, onder andere in Sacramento, Los Angeles en San Pedro.